# Liste der Kulturdenkmäler in Merlscheid (bei Pronsfeld)
In der Liste der Kulturdenkmäler in Merlscheid sind alle Kulturdenkmäler der rheinland-pfälzischen Ortsgemeinde Merlscheid aufgeführt. Grundlage ist die Denkmalliste des Landes Rheinland-Pfalz (Stand: 27. Juni 2022).

## Einzeldenkmäler
| Bezeichnung           | Lage                                                            | Baujahr         | Beschreibung                                                                   | Bild            |
| --------------------- | --------------------------------------------------------------- | --------------- | ------------------------------------------------------------------------------ | --------------- |
| Backhaus und Schmiede | Dorfstraße, zu Nr. 2 Lage                                       | 17. Jahrhundert | Backhaus und Schmiede, eventuell noch aus dem 17. Jahrhundert; mit Ausstattung | BW              |
| Wegekreuz             | Dorfstraße, vor Nr. 11 Lage                                     | 1774            | Schaftkreuz, reicher Rokokodekor, bezeichnet 1774                              | Fotos hochladen |
| Wegekreuz             | südöstlich des Ortes an der Gemarkungsgrenze zu Pintesfeld Lage | 1777            | reliefiertes Schaftkreuz, bezeichnet 1777                                      | BW              |
| Wegekreuz             | südwestlich des Orts am Ortseingang von Kinzenburg Lage         | 1808            | Schaftkreuz, bezeichnet 1808                                                   | BW              |